# 化学の分野一覧
化学の分野一覧（かがくのぶんやいちらん）は、化学の名のつく学問分野の一覧。
各分野間には関連領域が存在するため明確に区別することは難しい。別称も含む。
| 目次 | 目次 | 目次 | 目次 | 目次 | 目次 | 目次 | 目次 | 目次 | 目次 | 目次 |
| ---- | ---- | ---- | ---- | ---- | ---- | ---- | ---- | ---- | ---- | ---- |
| わ   | ら   | や   | ま   | は   |      | な   | た   | さ   | か   | あ   |
|      | り   |      | み   | ひ   |      | に   | ち   | し   | き   | い   |
| を   | る   | ゆ   | む   | ふ   |      | ぬ   | つ   | す   | く   | う   |
|      | れ   |      | め   | へ   |      | ね   | て   | せ   | け   | え   |
| ん   | ろ   | よ   | も   | ほ   |      | の   | と   | そ   | こ   | お   |

## あ行

### い
- イアトロ化学 - 医化学 - 位置化学 - 一般化学 - 医薬品化学

### う
- 宇宙化学

### え
- 衛生化学 - 栄養化学

### お
- 応用化学 - 音響化学 - 音波化学

## か行

### か
- 界面化学 - 海洋化学 - 化学工学 - 核化学 - 河川化学 - 環境化学 - 環境分析化学 - 環境免疫化学

### き
- 機器分析化学 - 基礎化学 - 気相化学 - 機能材料化学 - 凝縮体化学

### く
- 組み合わせ化学 - グリーンケミストリー

### け
- 計算化学 - 計算機化学 - 計算熱力学 - 計量化学  - 血液化学 - 結晶化学 - ゲノミクス

### こ
- 高温化学 - 酵素化学 - 合成化学 - 構造化学 - 工業化学 - 膠質化学 - 鉱物化学 - 高分子化学 - 湖沼化学 - 固体化学 - コロイド化学

## さ行

### さ
- 裁判化学 - 錯体化学

### し
- 磁気化学 - 脂質化学 - 写真化学 - 触媒化学 - 情報化学 - 食料化学

### す
- 水産化学 - 数理化学 - スピン化学

### せ
- 生化学（生物化学） - 成層圏化学 - 生体模倣化学 - 生体認識化学 - 生物医薬化学 - 生物地球化学 - 生物物理化学 - 生物分析化学 - 生物無機化学（無機生化学） - 生物有機化学 - 生理化学 - 石炭化学 - 石油化学 - 繊維化学 - 遷移金属化学 - 染料化学

### そ
- 素子化学 - 素粒子化学

## た行

### た
- 大気化学 - タンパク質化学

### ち
- 地球化学 - 畜産化学 - 超分子化学

### て
- 低温化学 - 天然物化学 - 電気化学 - 電池化学

### と
- 同位体化学 - 毒物化学 - 土壌化学

## な行

### な
- ナノケミストリー

### ね
- 熱化学（化学熱力学） - 熱分解化学

### の
- 農芸化学 - 農産化学 - 脳神経化学

## は行

### は
- 配位化学 - 発酵化学 - 半導体電気化学 - 反応化学

### ひ
- 光化学 - 光電気化学 - 微生物化学 - 病理化学

### ふ
- 物質化学 - 物性化学 - 物理化学 - 分光化学 - 分光電気化学 - 分析化学

### ほ
- 法化学 - 放射化学 - 放射線化学 - ポジトロニウム化学 - ホットアトム化学

## ま行

### む
- 無機化学

### め
- 免疫化学 - 免疫細胞化学

### も
- 木材化学

## や行

### や
- 冶金化学 - 薬化学 - 薬品合成化学 - 薬理化学

### ゆ
- 有機化学 - 有機金属化学 -  有機電気化学 - 油脂化学

### よ
- 溶液化学

## ら行

### り
- 量子化学 - 量子生物化学 - 理論化学 - 林産化学 - 臨床化学

## わ行

### わ
- 惑星化学